# Sant Martí de Serraïma
Sant Martí de Serraïma és una església  sufragània de la parròquia de de Santa Maria de Sallent, comarca del Bages. És un monument protegit i inventariat dins el Patrimoni Arquitectònic Català.

## Localització i accés
L'església de Sant Martí de Serraïma és a l'extrem oriental del terme municipal de Sallent, en el camí que va de Sallent a Artés, a uns 200 m. de la masia de Sanmartí de Serraïma. És a una altitud de 459 m, molt a prop del coll que separa les conques del torrent Salat, que aboca les aigües prop d'Artés a la Gavarresa (afluent del Llobregat), i del torrent del Solà que aboca les aigües directament al Llobregat en el nucli urbà de Sallent.
L'església és damunt una petita elevació del terreny, que li dona visibilitat, i a peu del camí que va des del cementiri de Sallent passa pel mas el Solà, per la masia Sanmartí i la masia i ermita de Fussimanya i arriba a la carretera B-431, prop d'Artés.

## Història
L'església de Sant Martí de Serraïma apareix citada per primera vegada en un document datat el 28 de juliol de l'any 996 conservat a l'arxiu Diocesà de Vic, en el qual Ramon, comte de Barcelona, confirma els drets que tenia la vídua Sesnanda sobre terres que aquesta església tenia assignades.
Parròquia des dels seus orígens, durant l'època medieval va arribar a abastar 18 masos de la rodalia. A conseqüència de les pestes i dels conflictes armats de finals d'aquest període, el nombre de masos es va reduir a sis, i després a tres –Sanmartí, Fussimanya i Olivera de la Costa- tot i que, en conjunt, mantingueren la mateixa extensió per absorció de masos.
A través de les visites pastorals i altres documents, sabem que a Sant Martí no hi havia rectoria i que el rector vivia a Sallent. Va tenir funcions de parròquia fins a l'any 1878, moment en què es decidí que quedés englobada dins de la parròquia de Sant Pere de Serraïma.
És un edifici que data de l'època preromànica que ha experimentat grans modificacions des del segle x. Durant l'edat mitjana l'església era més baixa. Les restes més interessants d'aquesta època són el campanar d'espadanya de la façana oest.
En el seu testament de l'any 1637, Jaume Sanmartí fa constar una deixa per l'altar de la Mare de Déu del Roser i pel de Sant Martí. Poc després es va fer el vas mortuori que es va utilitzar fins a final del segle xix.
Durant el segle xviii va experimentar una gran transformació, com que se'n va aixecar la teulada, s'hi va afegir la sagristia i el campanar i es van fer modificacions a les capelles laterals. Així va prendre l'aparença actual que la converteix en una bonica i interessant església rural.
Des de l'origen fins al 1853 és parròquia pròpia i el rector que l'ostentava en aquells moments fou el mossèn Josep Camps (regent), des de llavors passa a ser una simple capella rural.
El 23 de juliol de 1936 un escamot revolucionari, després d'efectuar un registre a la masia de Sanmartí, es dirigí a l'església, «ruixaren els altars amb petroli i els encengueren. El foc s'estengué cap a la porta […] per dalt del campanar sortien grans bocanades de fum». El dia abans, Domingo Sanmartí va decidir anar a salvar el que es pogués de l'església: «per última vegada contemplo els vells altars: a l'altar major hi havia al mig Sant Martí bisbe, Sant Josep a la dreta i Sant Magí a l'esquerra i a dalt, Sant Isidre . A l'altaret de la dreta, el Sant Crist i la Mare de Déu dels Dolors i al de l'esquerra la Mare de Déu del Roser».
L'any 1961 amb motiu de la primera missa de mossèn Joan Sanmartí, es va canviar l'altar i posar-lo de cara als feligresos, i es van refer algunes parts de l'església, com és ara el campanar que havia estat afectat per un llamp. En una excavació feta el 1973 per Albert Benet i R. Camprubí, al costat de tramuntana, a la rasa entre el camí i el camp adjacent, es va trobar una tomba de tipus “cista” d'1,70 m de llargada i 0,45 d'amplada. Està orientada est-oest i contenia un esquelet, amb els braços sobre el cos.
L'any 1994 es va refer la teulada i el 1996, arran del mil·lenari de l'església, es va pintar l'interior i es va cobrir la sepultura del centre de la nau amb una làpida.

## Descripció
L'església de Sant Martí és un edifici d'una sola nau orientat d'est a oest, amb l'entrada a l'est i el presbiteri a l'oest. Té dues capelles laterals, un campanar i una sagristia adossats al cos principal. El campanar està al costat de l'entrada, la sagristia a l'esquerra al costat del presbiteri i les dues capelles una a cada costat just abans del presbiteri. La nau té unes finestres a la part superior. S'entra a la capella per un espai exterior elevat del terreny circumdant al qual s'hi accedeix per una rampa i un pas de porta que tanca l'antiga sagrera.
Exteriorment, l'edificació és de pedra vista i està coberta a dues aigües amb teula ceràmica. Destaca el campanar quadrat, d'una alçada doble que l'edifici principal i està cobert d'un una piràmide de pedra que arrenca d'una base que sobresurt de la paret. A la part alta del campanar hi ha a cada costat una obertura vertical. A la llinda de la porta d'entrada a l'edifici, emmarcada sota un art de descàrrega, hi ha la inscripció 1763. També hi ha un arc de pedra sobre una obertura que dona a un espai sota del campanar. Les parets laterals presenten una disminució del seu gruix just sota l'alçada de les finestres. En la paret oest, pertanyent a l'antiga construcció romànica, s'observa el vestigi d'un campanar d'espadanya. També formava part de l'antiga església la paret nord.
Interiorment, l'església es percep com un espai rectangular amb les dues capelles laterals a tall de creuer, amb el presbiteri al fons elevat dos graons de la resta. El sostre és una volta de guix. A la dreta de la porta d'entrada hi ha una escala de caragol que dona accés a un cor i des d'aquest es pot accedir lateralment al campanar. A l'esquerra de l'entrada hi ha una absidiola semicircular per acollir  la pica baptismal. L'altar està situat en el presbiteri mirant cap a l'entrada i en la paret del seu darrere hi ha una imatge de Sant Martí. L'acabat de les parets i el sostre és d'estucat blanc amb uns relleus decoratius, excepte una part on hi ha paret de pedra vista. Hi ha unes grans cornises al llarg de les façanes, sota les finestres i unes motllures a la volta amb una roseta en l'encreuament. La paret de darrera l'altar està pintada de color blau.